# Esclavas del Sagrado Corazón de Santa Catalina Volpicelli
Las Esclavas del Sagrado Corazón de Santa Catalina Volpicelli (oficialmente en italiano: Ancelle del Sacro Cuore di Santa Caterina Volpicelli) son una Congregación religiosa católica femenina de derecho pontificio, fundada por la italiana Catalina Volpicelli en Roma, el 27 de diciembre de 1867. A las religiosas de este instituto se les conoce con el nombre de Esclavas del Sagrado Corazón de Volpicelli o simplemente como Hermanas del Volpicelli, y posponen a sus nombres las siglas: A.S.C.V.

## Historia
Catalina Volpicelli, con la ayuda de su confesor, el barnabita Leonardo Matera, inició en 1864 con un grupo de mujeres en Nápoles, una asociación femenina con el fin de reparar las ofensas cometidas al Sagrado Corazón de Jesús, llamada Celadoras del Apostolado de la Oración. El 27 de diciembre de 1867, un grupo de estas mujeres comenzaron a hacer vida en común, constituyéndose en una congregación religiosa de derecho diocesano, con el nombre de Esclavas del Sagrado Corazón.
Ante la propuesta del sacerdote jesuita, Henri Ramière, de fusionarse con las Oblatas del Sagrado Corazón, por tener un carisma similar, el obispo de Nápoles, Sisto Riario Sforza, abrió un noviciado para la congregación el 3 de marzo de 1875, como negativa a tal unión.
El instituto recibió el decreto pontificio de alabanza el 20 de junio de 1890, de parte del papa León XIII. La aprobación definitiva por parte de la Santa Sede le fue conferida el 9 de agosto de 1902.
La fundadora fue beatificada por el papa Juan Pablo II, el 29 de abril de 2001, y canonizada por Benedicto XVI el 26 de abril de 2009. Tras la cual, el instituto añadió su nombre al de la Congregación: Esclavas del Sagrado Corazón de Santa Catalina Volpicelli.

## Actividades y presencias
Las Esclavas del Sagrado Corazón se dedican a diversas obras de misericordia, según las necesidades de los lugares donde están presentes, especialmente a la educación de la juventud y a la propagación del culto del Sagrado Corazón.
En 2011, la Congregación contaba con unas 277 religiosas y unas 28 casas, presentes en Brasil, Indonesia, Italia y Panamá. La casa general se encuentra en Nápoles y su actual superiora general es la religiosa Carmela Vergara.